# Лук савранский
Лук савранский (лат. Állium savránicum) — многолетнее травяное растение рода Лук семейства луковых (Alliaceae) .

## Описание
Геофит. Многолетнее травянистое растение 30-60 см высотой. Луковицы по 1-3 на очень коротком корневище, удлиненно-яйцевидные, с бурыми сетчато-волокнистыми полупрозрачными оболочками. Стебель до трети высоты обернут листьями. Листьев 3-4, линейно-нитевидные, плоские. Соцветие многоцветковое, зонтиковидное, густое, шарообразное. Цветки беловатые с розовым оттенком, листочки околоцветника 1,5 мм длиной. Нити тычинок более чем в 1,5 раза длиннее околоцветника, пыльники желтые.
Цветёт в июне-сентябре, плодоносит в августе-сентябре. Размножается семянами вегетативно.

## Распространение
Распространена в степной зоне: бассейн Днепра, Северского Донца и (изредка) Южного Буга  (см. также Савранка (значения)). Административные регионы: Днепропетровская, Полтавская, Харьковская, Донецкая, Луганская, Одесская, Николаевская, Херсонская, Запорожская, Ростовская области. Локальные популяции немногочисленные и неплотные. Структура популяций неизвестна. Условиями местообитания являются песчаные степи второй боровой террасы и прирусловые валы в долинах рек. Группировка «Festucetea vaginatae» на сухих бедных песках. Мезоксерофит.
Причинами изменения численности является нарушение естественных экотопов результате хозяйственного освоения территорий, добыча песка, выпаса скота, облесения.

## Природоохранный статус
Лук савранский внесён в красные книги Украины, Донецкой области Украины, Ростовской области России.
Природоохранный статус вида в красной книге Украины — «уязвим». Имеет научное значение как эндемик.
Лук савранский охраняется в Днепровско-Орельском природном заповеднике, национальном природном парке «Святые Горы», природном парке «Донском» (участок «Островной»). Рекомендуется создать заказники в местах произрастания вида, контролировать состояние популяций и выращивать в ботанических садах. Запрещено нарушение условий местообитаний вида, добыча песка, облесение, чрезмерного выпаса скота.

## Практическое использование
Сведений о размножении и разведении в специально созданных условиях нет. Имеет хозяйственное и коммерческое значение как декоративное и пищевое растение.

## Синонимика
- Allium globosum var. savranicum Nyman, 1882